# 레드 엔터테인먼트
레드 엔터테인먼트(일본어: レッド・エンタテインメント 렛도 엔타테인멘트[*])는 일본의 게임, 애니메이션 등 다양한 콘텐츠의 기획, 제작하는 회사이다. 멀티 크리에이터 히로이 오지에 의해 설립된 레드 컴퍼니를 전신으로, 지금까지 다양한 게임이나 애니메이션의 제작에 종사하고있다.

## 게임 목록

### 플레이스테이션 2
- 건그레이브
- 트라이건

### 플레이스테이션 포터블
- Record of War: Mariage (Agarest Senki: Mariage)
- Tengai Makyou: Daiyon no Mokushiroku: The Apocalypse IV (remake)
- Jyusaengi Engetsu Sangokuden

### 플레이스테이션 3
- 아가레스트 전기
- 아가레스트 전기 제로
- 아가레스트 전기 2